# Mollinedia marliae
Mollinedia marliae är en tvåhjärtbladig växtart som beskrevs av A.L. Peixoto & M.V.L. Pereira. Mollinedia marliae ingår i släktet Mollinedia och familjen Monimiaceae. Inga underarter finns listade i Catalogue of Life.